# Kastovní systém v Indii
Kastovní systém v Indii (v dévanágarí वर्णाश्रम varnášrama) představuje ve své původní podobě vyhodnocení a kodifikaci indické společnosti do čtyř různých vrstev na základě různotvárnosti založené na duchovním vývoji. Toto rozdělení bylo poprvé zmíněno v Rgvédě  (1500 až 1000 př. n. l.) jako čtyři součásti těla věčného puruši (ústa, paže, stehna a chodidla)  a v pozdějších výkladových dílech (Manusmrti  a Bhagavadgíta ) se přenáší tyto součásti i na společnost opírající se o tvrzení v upanišadách, že Brahmá, stvořitel vesmíru, vytvořil z těchto součástí čtyři společenské vrstvy:
1. bráhmany (kněze) z úst,
2. kšatrije (válečníky) z paží,
3. vaišji (obchodníky, řemeslníky a zemědělce) ze stehen a ti měli žlutou barvu
4. šúdry (služebníky a dělníky) z chodidel.

Ášrama je sanskrtský výraz, který se vztahuje ke čtyřem stádiím individuálního života:
1. brahmačarja – 25 let života s učitelem,
2. grhastha – 25 let života v rodině,
3. vánaprastha – 25 let života v ústraní a
4. sannjása – 25 let života v celibátu.

Toto rozdělení se později stalo součástí životního stylu hinduismu a v různých podobách se projevuje dodnes. Každý hinduista se narodí do jedné z více než 4000 podkast, zvaných džáti. Mimo tento systém stojí bezkastovní obyvatelstvo, tzv. nedotknutelní nebo také dalité, kterých je asi 200 milionů, tedy 16,6 % indického obyvatelstva.
Původní kastovní systém (varnášrama) je často zaměňován s rozdělením společnosti podle rodu (džáti). Tento chybný výklad vznikl během portugalské koloniální nadvlády v Indii v 16. století. Tehdy byl pojmenován tento systém portugalským slovem „casta“ (rod, rodina, kmen), což je překlad sanskrtského slova džáti. Kastovní systém (varna-ášrama) je jeden z nejvíce nepochopených, chybně interpretovaných a zneužitých filosofických konceptů. Původní vyhodnocení společnosti na základě různotvárnosti založené na duchovním vývoji bylo zneužito prosazováním teorie nadřazenosti na základě původu. Pasáže ve védských spisech dědičnou nadřazenost zásadně vylučují.

## Historický vývoj

### Árjové v Indii

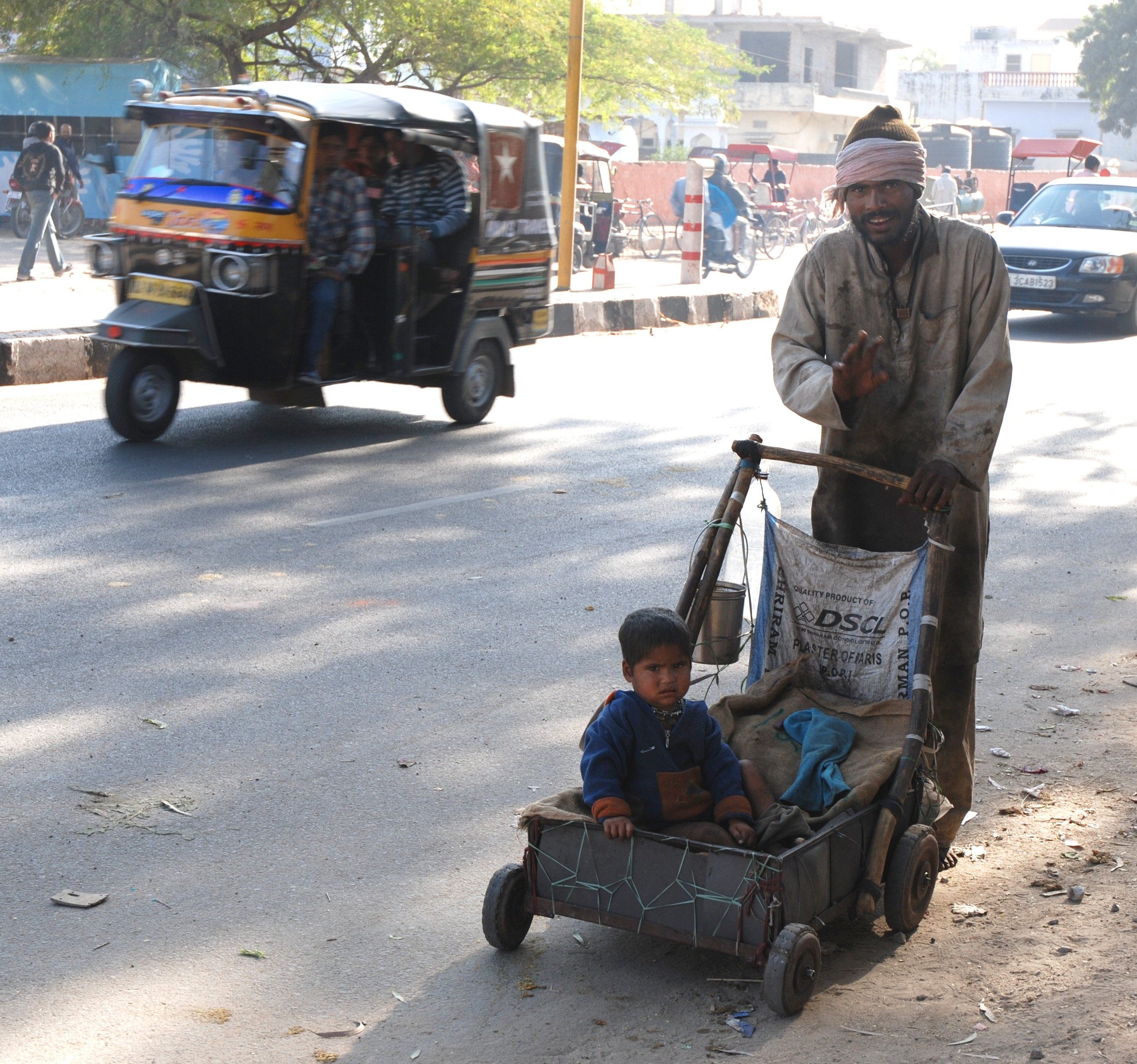
Nedotknutelní (daliti) v Indii

Indoíránci, kteří vzešli z migrace lidu jámové kultury ve východní Evropě, zavedli kastovní členění společnosti kolem roku 1500 př. n. l. po svém příchodu na indický subkontinent, kde si podmanili původní drávidské obyvatelstvo tmavší pleti. Sami sebe někdy nazývali Árjové. V Indii Árjové na základě výše citovaných písem dělili obyvatelstvo do čtyř vrstev, tříd (varen). Každá varna představuje část lidského těla a má přidělenou barvu:
- Bráhmani (kněží) – ústa; barva bílá
- Kšatrijové (válečníci, politici, státní správa) – paže, barva červená
- Vaišjové (obchodníci, řemeslníci a zemědělci) – stehna; barva žlutá
- Šúdrové (služebníci, dělníci, bezzemci) – chodidla; barva černá

Mimo toto rozdělení stojí daliti (nedotknutelní), také páriové či čandalové, kteří nepatří do žádné varny. Konají tu nejšpinavější práci, žijí pod hranicí chudoby a ostatní varny je tedy považují za nečisté. Jejich přítomnost nebo už jen samotný jejich stín může způsobit rituální poskvrnění.

### Portugalská nadvláda
Západní svět se poprvé seznámil se systémem varna-ášrama během portugalské koloniální nadvlády v Indii v 16. století. Tehdy byl pojmenován tento systém portugalským slovem „casta“ (rod, rodina, kmen). Neznalost indických kulturních a náboženských tradic posílená předsudky způsobila, že tento klasifikační systém byl definován jako směs třídního rozdělení společnosti a náboženské víry. To byla jediná možnost jak definovat védskou filosofii a dharmické zákony v termínech, které byly pochopitelné pro západní filosofické koncepty a sociální struktury té doby.

### Britské impérium

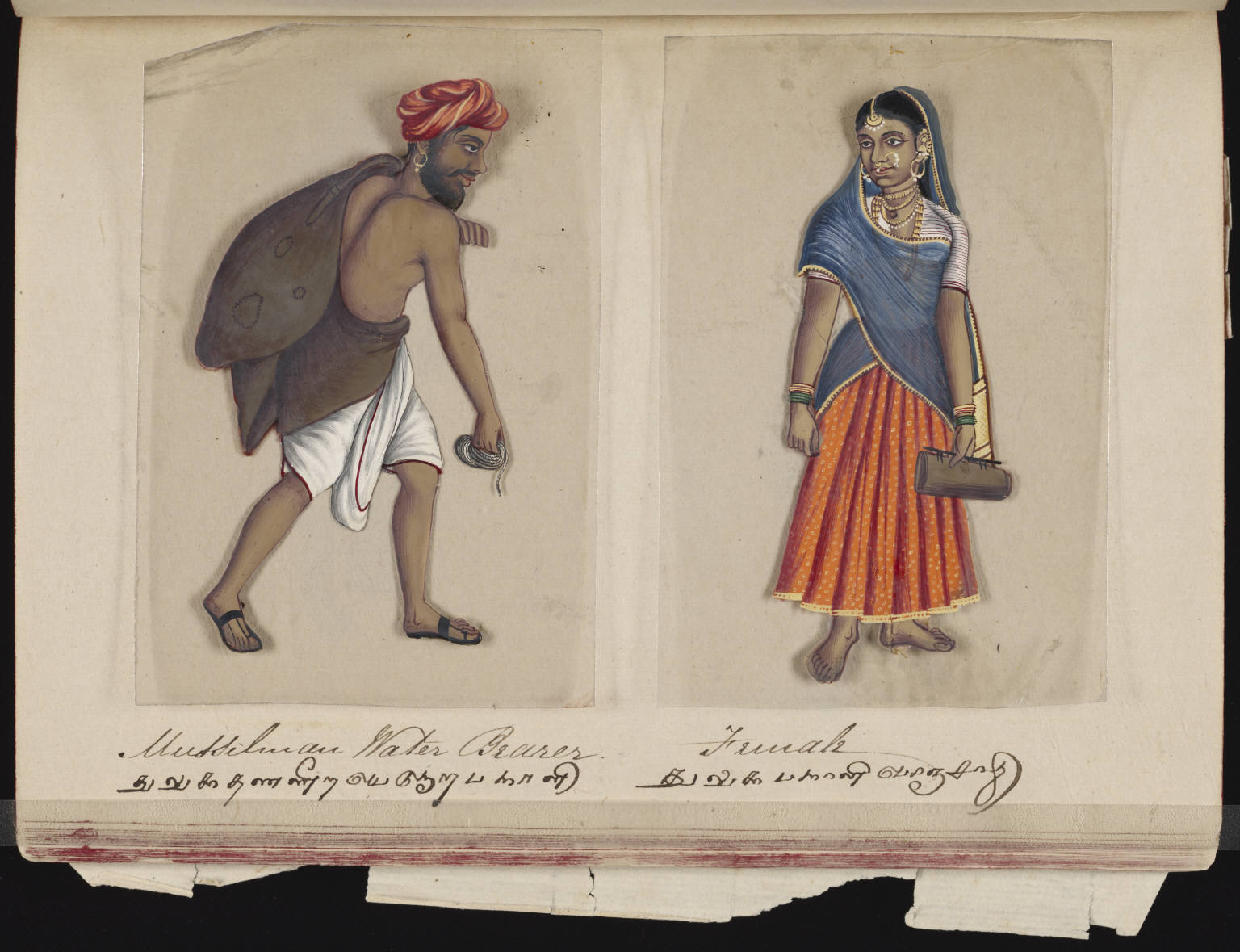
Příslušníci indické kasty v roce 1837

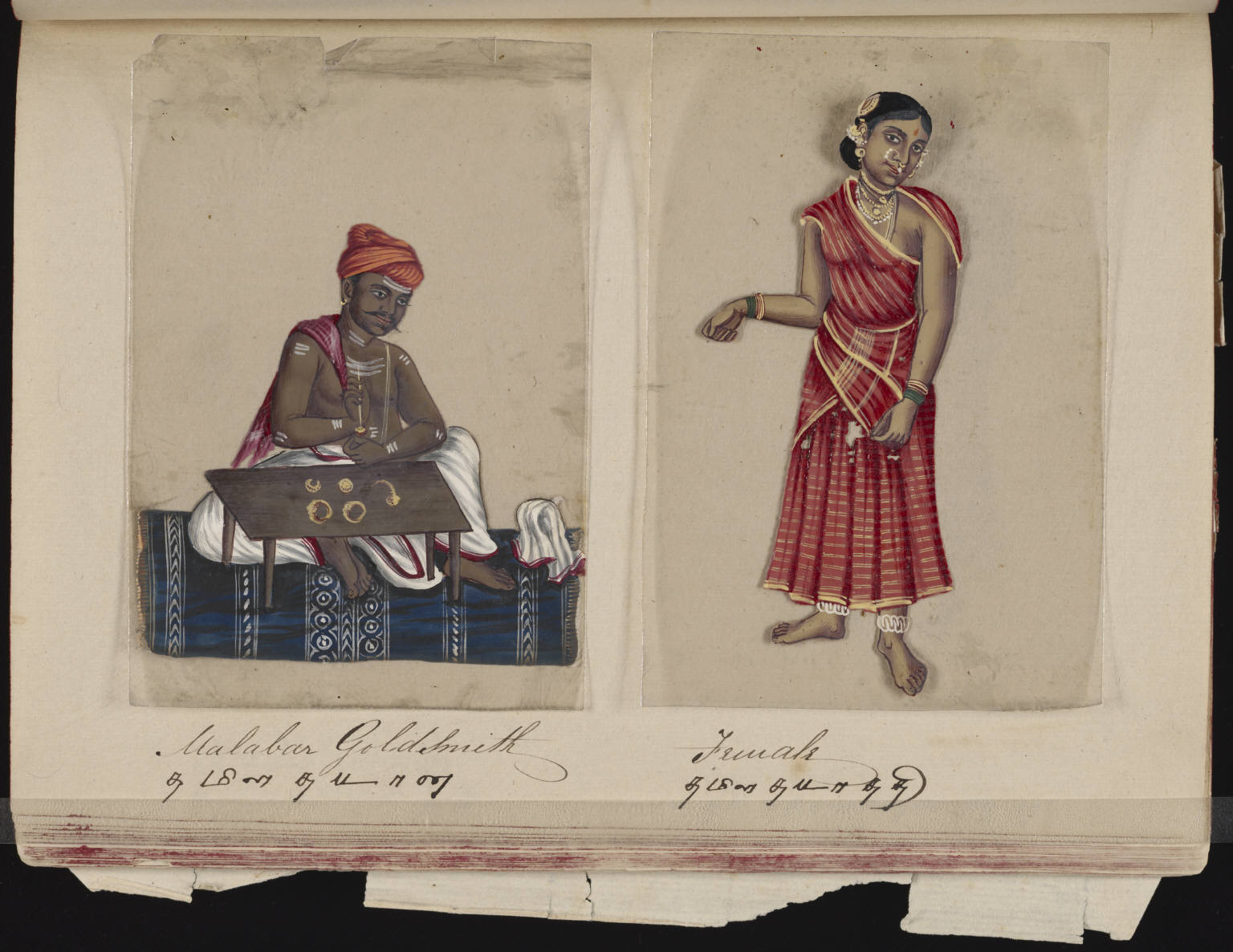
Příslušníci kasty zlatníků v roce 1837

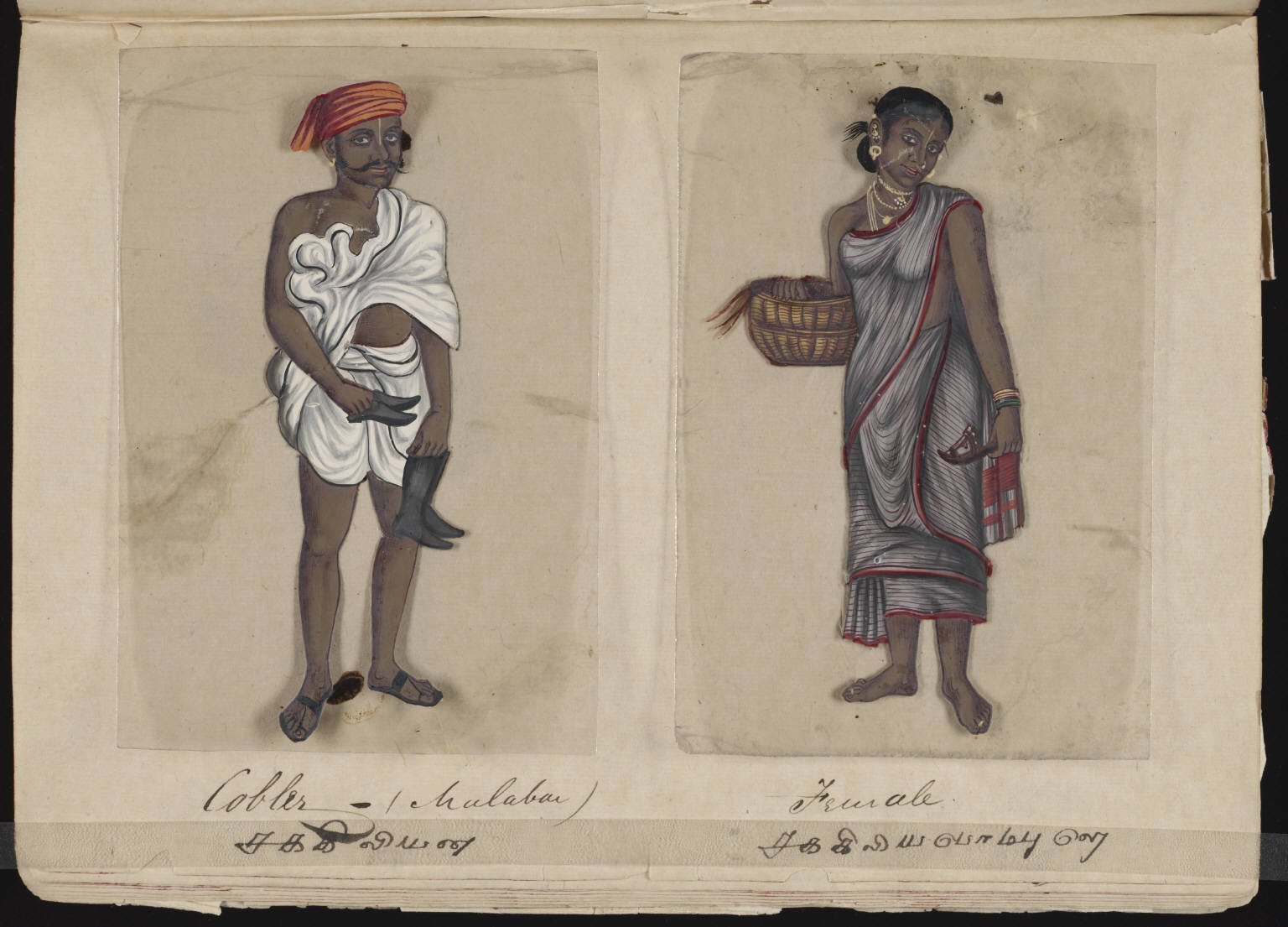
Příslušníci kasty ševců v roce 1837

Tento výklad vyhovoval i pozdější koloniální mocnosti – britskému impériu, protože umožňoval dříve jednolitou indickou společnost rozdělit, a tím snadněji ovládnout. Během expanze Britské východoindické společnosti v 18. století byly poskytovány různým společenským vrstvám výsady a tím se rozdělení společnosti dále prohlubovalo. Během koloniální nadvlády britského impéria v Indii došlo k mnoha vzpourám, které podnítila nespokojenost kmenových vůdců s britskou nadvládou a nerespektováním tradičních indických sociálních struktur.
1. Halba vzpoura (1774–1779)
2. Bhopalpatnam vzpoura (1795)
3. Bhil vzpoura (1822–1857) [12]
4. Paralkot vzpoura (1825)
5. Tarapur vzpoura (1842–1854)
6. Maria vzpoura (1842–1863)
7. První válka o nezávislost (1856–1857) [13]
8. Bhil vzpoura, začala u Tantja Tope v Banswara (1858) [14]
9. Koi revolta (1859)
10. Gond vzpoura, začala u Ramji Gond v Adilabad (1860) [15]
11. Muria vzpoura (1876)
12. Rani vzpoura (1878–1882)
13. Bhumkal vzpoura (1910)

Během britské nadvlády se začala vymezovat území (rezervace) pro „nejchudší společenské třídy“ a v roce 1935 byl vypracován zákon, který nabyl účinnosti v roce 1937. V tomto zákoně nabyl platnosti i nový termín – „scheduled caste“ (navržená kasta) a vznikl seznam navržených kast. Podkladem pro tento seznam bylo sčítání indického obyvatelstva v roce 1891:
| Společenská vrstva | Příklad                          | Zastoupení % |
| ------------------ | -------------------------------- | ------------ |
| Zemědělci          | Kurmi, Mali, Lodha               | 20%          |
| Úředníci           | Chamar, Dosadh, Dom              | 13%          |
| Válečníci          | Džat, Radžput, Maratha, Nair     | 12%          |
| Řemeslníci         | Lohar, Sunar, Džulaha            | 12%          |
| Pastýři            | Ahir, Gadaria, Dhangar           | 7%           |
| Lesní kmeny        | Santhal, Gond, Bhil              | 7%           |
| Odborníci          | Nambudri, Bhat, Kajasth          | 6%           |
| Služby             | Nai, Dhobi, Kandoi               | 6%           |
| Obchodníci         | Agrawal, Khatri, Balija, Barnwal | 5%           |
| Dělníci            | Musahar, Bagdi, Bawari           | 3%           |
| Rybáři             | Kahar, Mallah                    | 3%           |
| Jiná povolání      | Vaidja, Mirasi, Bhand            | 2%           |
| Kočovníci          | Waddar, Nat, Beldar              | 1%           |